# 红旗水库 (西充)
红旗水库是中国四川省南充市西充县境内的一座水库，位于涪江支流青水河上，建于1967年。水库正常库容为542万立方米，集雨面积为17平方千米，海拔为408.68米。